# Halley Feiffer
Pour les articles homonymes, voir Halley et Feiffer.
Halley Feiffer, née le 20 novembre 1984 à New York, est une actrice et scénariste américaine.

## Filmographie

### Actrice
- 2000 : You Can Count on Me : Amy
- 2001 : Law & Order (série télévisée) : Colleen Jacobs
- 2005 : Les Berkman se séparent (The Squid and the Whale) : Sophie Greenberg
- 2005 : I Lost My Bear (court métrage) : Narrator (voix)
- 2006 : Stephanie Daley : Rhana
- 2007 : Margot at the Wedding : Maisy Koosman
- 2009 : The Messenger : Marla Cohen
- 2009 : Flight of the Conchords (série télévisée) : Savannah
- 2009 : Gentlemen Broncos : Tabatha
- 2010 : The Good Wife (série télévisée) : Irene Reagan
- 2010 : Ugly Betty (série télévisée) : Allison
- 2010 : Fighting Fish : Chris
- 2010 : Twelve Thirty : Irina
- 2011 : Mildred Pierce (mini-série) : Arline
- 2011 : How It Ended (court métrage)
- 2011 : Torchwood (série télévisée) : Lianna
- 2011 : Bored to Death (série télévisée) : Emily
- 2012 : Free Samples : Nancy
- 2012 : Royal Pains (série télévisée) : Nell Bochinski
- 2013 : He's Way More Famous Than You : Halley Feiffer
- 2013 : All Is Bright : Claire
- 2013 : Clutter : Penny Bradford
- 2014 : Appropriate Behavior : Crystal
- 2014 : Deadbeat (série télévisée) : Brianne
- 2014 : Glass Chin : Kathryn Glassman
- 2014 : Elementary (série télévisée) : Erin Rabin
- 2015 : Younger (série télévisée) : Julie Burke
- 2015 : What's Your Emergency (série télévisée) : Janice Featherstone
- 2015 : It Had To Be You (film, 2015)

### Scénariste
- 2012 : Nail Polish (court métrage)
- 2013 : He's Way More Famous Than You
- 2015 : What's Your Emergency (série télévisée) (16 épisodes)
- 2016 : The One Percent (série télévisée) (10 épisodes)
- 2023 : American Horror Story: Delicate (série télévisée) (saison 12)